# 鵜殿長照
鵜殿 長照（うどの ながてる）は、戦国時代の武将。今川氏の家臣。三河国宝飯郡上ノ郷城主。

## 略歴
弘治2年（1556年）今川氏に従っていた父鵜殿長持が死去したため、城主を継ぐ。今川氏が西進政策を採り続ける中で、三河の東西を結ぶ意味合いを持っていた鵜殿氏の所領は非常に重要度が高かった。そのため鵜殿氏の地位は向上し、今川義元の妹が生母ということで義元の甥にあたる長照も今川氏の親戚として重用された。
永禄3年5月（1560年）の桶狭間の戦い以前から、尾張大高城の城代に任命されていたといわれる。だが、大高城は対織田戦線の最先端にあって身動きを封じられ、兵糧枯渇の窮地に立たされていた。長照は城兵を鼓舞し、山野の草木の実を採取して飢えを凌いだと伝わる。桶狭間の戦いの前哨戦となった松平元康（のちの徳川家康）の指揮による兵糧運び入れが賞賛されたのはこの時である。窮地から解放されると、長照は元康と大高城の守備担当を交代させられる。その後の使命や働きなどは明確でない。本戦で義元が移動の小休止中に織田信長によって討たれると、元康よりも先に三河の本領に逃げ帰っている。
桶狭間の敗戦によって今川氏支配の領国は政治的に混乱し、その支配が弱まった三河では松平氏が急速に台頭する。依然今川氏に属した長照は松平家康（元康より改名）と対立することになり、特に近隣領主の竹谷松平清善としばしば戦った。長照は「不行儀」だったため人心を得られず一門の中から離反者も出たらしく、松平氏に降った者や駿府へ逐電した者がいた。永禄4年（1561年）鵜殿勢は竹谷城に夜襲をかけようとしたものの、城兵らが夜通しで賭博していたのを計画が露見したと誤認して撤退している。以後も長照は竹谷松平氏を相手に善戦したものの、永禄5年（1562年）松平勢は家康自ら軍勢を率いて上ノ郷城攻めを行った。長照はよく守ったが家康は甲賀衆に火計を用いさせたため、その混乱に乗じて城は攻め落とされ、長照は伴与七郎に討ち取られた。長照の二子氏長・氏次は捕らえられ、駿府に留められていた家康の妻子と交換する形で今川氏方へと送られた。上ノ郷領は久松俊勝に与えられた。

## 関連作品

### テレビドラマ
- NHK大河ドラマ
  - 『麒麟がくる』（2020年、演：佐藤誓）
  - 『どうする家康』（2023年、演：野間口徹）